# El Porvenir, Comayagua
El Porvenir är en ort i Honduras.   Den ligger i departementet Departamento de Comayagua, i den västra delen av landet, 90 km nordväst om huvudstaden Tegucigalpa. El Porvenir ligger 1 157 meter över havet och antalet invånare är 1 337.
Terrängen runt El Porvenir är huvudsakligen kuperad, men den allra närmaste omgivningen är platt. Runt El Porvenir är det tätbefolkat, med 476 invånare per kvadratkilometer. Närmaste större samhälle är Siguatepeque, 5,7 km öster om El Porvenir.  
El Porvenirhar ett maritimt klimat (Cfb) och ett Fuktigt subtropiskt klimat (Cwa). 